# 군소 도서 국가 연합
군소 도서 국가 연합(群小島嶼國家聯合, 영어: Alliance of Small Island States, AOSIS)는 국토가 저지 해안이거나 작은 섬나라인 국가들의 국제 기구이다. 이 기구는 1990년에 설립되었으며, 주요 목적은 개발도상 군소 도서국(SIDS)들이 전지구적 기후 변화에 한 목소리를 내기 위한 것이다. 이 연합은 설립 초인 1994년부터 교토 의정서 초안을 작성하는 데 대단히 적극적으로 활동하였다.
AOSIS는 전 세계에 42개 회원국과 참관국으로 구성되어 있으며, 이 가운데 37개국은 국제 연합 회원국이다. 이 연합은 개발도상국 가운데 28%, 유엔 총 회원국 가운데 20%이다.

## 군소 도서 국가 연합의 구성국
| 대서양과 인접한 바다 - 앤티가 바부다 - 바하마 - 바베이도스 - 벨리즈 - 카보베르데 - 쿠바 - 도미니카 연방 - 도미니카 공화국 - 그레나다 - 기니비사우 - 가이아나 - 아이티 - 자메이카 - 몰타 - 세인트키츠 네비스 - 세인트루시아 - 세인트빈센트 그레나딘 - 상투메 프린시페 - 수리남 - 트리니다드 토바고 | 인도양 - 코모로 - 몰디브 - 모리셔스 - 세이셸 태평양 - 쿡 제도 - 피지 - 키리바시 - 마셜 제도 - 미크로네시아 연방 - 나우루 - 니우에 - 팔라우 - 파푸아 뉴기니 - 사모아 - 싱가포르 - 솔로몬 제도 - 통가 - 투발루 - 바누아투 |  |

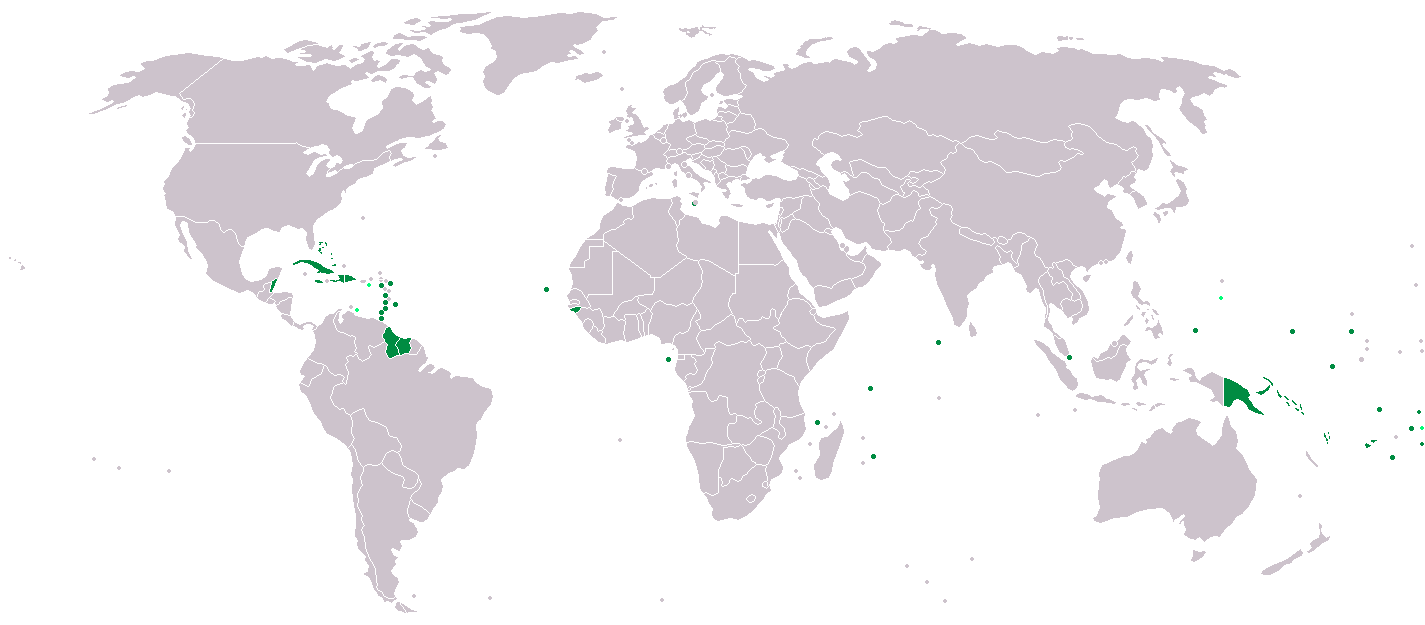
전 세계의 군소 도서 국가 연합 국가들. 짙은 녹색은 회원국, 연한 녹색은 참관국. (2008년 3월 기준).

이와 더불어 참관국으로 미국령 사모아, 괌 섬, 네덜란드령 안틸레스, 미국령 버진 아일랜드가 있다.

## 같이 보기
- 기후변화 완화